# N.W.U
Az N.W.U a dél-koreai F.T. Island együttes 2016. április 6-án megjelent hetedik japán nyelvű stúdióalbuma, mely 11 dalt tartalmaz. A kislemezként kimásolt You Don't Know Who I Am című dal videóklipje március 18-án jelent meg. Az együttes tagjai részt vettek az album dalszerzői munkálataiban is.

## Számlista
| #   | Cím                                 | Dalszöveg                                 | Zene                                                                      | Hossz |
| --- | ----------------------------------- | ----------------------------------------- | ------------------------------------------------------------------------- | ----- |
| 1.  | You Don't Know Who I Am             | I Honggi (Lee Hong-gi), Tarantula         | Erik Lidbom, Jamamoto Rjóhei                                              | 03:23 |
| 2.  | Puppy                               | I Honggi (Lee Hong-gi), Kenn Kato, Wise   | I Honggi (Lee Hong-gi), Corin                                             | 03:39 |
| 3.  | COME ON GIRL                        | I Honggi (Lee Hong-gi), Vatanabe Hadzsime | I Honggi (Lee Hong-gi), I Vonil (Lee Wonil)                               | 03:25 |
| 4.  | 素晴らしい人生を (A Wonderful Life) | Cshö Dzsonghun (Choi Jong-hun), Miwa      | Cshö Dzsonghun (Choi Jong-hun)                                            | 03:50 |
| 5.  | Aqua                                | I Dzsedzsin (Lee Jae-jin), Kosuke         | I Dzsedzsin (Lee Jae-jin), Kim Hyunil, Kim Dongwon                        | 4:14  |
| 6.  | 身份 アイデンティティ (Identity)    | Cshö Dzsonghun (Choi Jong-hun), Miwa      | Cshö Dzsonghun (Choi Jong-hun), Han Szunghun (Han Seunghun)               | 04:27 |
| 7.  | Imagine                             | I Dzsedzsin (Lee Jae-jin), H.U.B.         | I Dzsedzsin (Lee Jae-jin), Ko Dzsinjong (Ko Jin-yeong)                    | 03:50 |
| 8.  | Walking Dead                        | I Honggi (Lee Hong-gi), Tarantula         | I Honggi (Lee Hong-gi), Kim Dongvon (Kim Dong-won), I Szumin (Lee Su-min) | 03:50 |
| 9.  | Time                                | I Dzsedzsin (Lee Jae-jin), H.U.B.         | I Dzsedzsin (Lee Jae-jin), Kim Dongvon (Kim Dong-won)                     | 03:25 |
| 10. | Cycle                               | I Honggi (Lee Hong-gi), Kenn Kato         | Hong's Tower                                                              | 03:54 |
| 11. | We Are...                           | I Honggi (Lee Hong-gi), Kenn Kato         | Hong's Tower                                                              | 03:30 |